# Bruno Lawrence
Pour les articles homonymes, voir Lawrence.
Bruno Lawrence, né David Charles Lawrence à Worthing (Sussex de l'Ouest, Angleterre) le 12 février 1941 et mort à Wellington (Nouvelle-Zélande) la 10 juin 1995 , est un musicien et acteur néo-zélandais.
Fondateur de l'ensemble Blerta (en) en 1970, il tient des rôles remarquables dans plusieurs films notables et, à la télévision, il joue dans les années 1990 dans la série satirique australienne Frontline (en).

## Biographie
En 1946, Bruno Lawrence émigre en Nouvelle-Zélande avec sa famille qui s'installe à New Plymouth avant de s'établir à Wellington en 1948.
S'il passe la plupart de sa vie en Nouvelle-Zélande, il travaille également beaucoup en Australie. C'est un musicien de jazz et batteur de rock reconnu. Au début des années 1970, il fonde le groupe Blerta (acronyme de Bruno Lawrence's Electric Revelation and Travelling Apparition). Il joue aussi de la batterie dans de nombreux groupes, comme Max Merritt & The Meteors, Quincy Conserve et The Crocodiles. Son dernier enregistrement sera avec Bernie McGann (en), Larry Gales et Jonathan Crayford sur Jazz à Saint-James en 1989.
Puis après, il s'essaie au jeu d'acteur, tournant pour Geoff Murphy et jouant avec Martyn Sanderson (en) et  Ian Watkin.

## Filmographie partielle
- 1981 : Les Bourlingueurs
- 1981 : Goodbye Pork Pie
- 1982 : Le Camion de la mort
- 1983 : Utu
- 1985 : Le Dernier Survivant
- 1992 : Spotswood